# Jan-Erik Edström
Jan-Erik Edström, född 1931, död 30 augusti 2013, var en svensk genetiker. 
Edström disputerade 1953 vid Göteborgs medicinska högskola. Han blev professor i histologi vid Umeå universitet 1964 och var senare professor i molekylärgenetik vid Wallenberglaboratoriet i Lund och vid Karolinska institutet. Han valdes 1986 in som ledamot av Kungliga Vetenskapsakademin. 